# Улица 40 лет Победы (Балашиха)
Улица 40 лет Победы — улица в микрорайоне Балашиха-2 города Балашиха Московской области.

## Описание
Улица расположена в микрорайоне Балашиха-2, является восточной границей жилой застройки и лесного массива Озёрного лесопарка (на восточной стороне улицы расположены только гаражные кооперативы и автостоянки).
Отходит в северо-восточном направлении от начала Спортивной улицы (как продолжение улицы Терешковой). У этого же перекрёстка заканчивается улица Текстильщиков.
В районе дома № 9 улица поворачивает на север. Здесь же от неё на северо-восток в лесной массив уходит улица Качалинская сторожка.
Пересекает конец улицы Кудаковского (в этом месте имеющей вид дворового проезда без сквозного движения). Далее, после небольшого лесного массива треугольной в плане формы с юго-запада к ней примыкает улица Калинина.
Ранее улица заканчивалась у пересечения с улицей Объединения рядом с диспетчерским пунктом конечной остановки автоколонны № 1377. Во второй половине 2000-х, со строительством нового микрорайона Балашиха-Парк улица была продолжена по безымянному проезду, разделявшему открытое пространство Поля Чудес и территорию обширного Братского кладбища в лесном массиве.
Нумерация домов — от Спортивной улицы.

## Здания и сооружения
Балашиха-2
- № 1, 2 — жилые дома-башни (12 этажей, 1 подъезд; кирпичн.)
- № 3 — жилой дом (9 эт., 6 под., 216 квартир; панельный)
- № 4 — жилой дом (9 эт., 4 под.; кирпичн.)
- № 5 — жилой дом (10 эт., 3 под.; панельный)
- № 8 — жилой дом (12 эт., 3 под., 143 кв.; панельный)
- № 9 — жилой дом  (9 эт.; кирпичн.)
- № 10 — жилой дом (9 эт., 4 под.; панельный)
- № 12 — жилой дом (9 эт., 4 под., 144 кв.; панельный)
- № 13 — жилой дом (9 эт., 4 под.; кирпичн.)
- № 14 — детский сад
- № 16 — жилой дом (9 эт., 3 под.; панельный)
- № 18 — Балашихинская стоматологическая поликлиника (2 эт.; кирпичн.)

Балашиха-Парк
- № 25 (бывший корпус 11) — жилой дом
- № 29 (бывший корпус 10) — жилой дом[2]
- № 33 (корпус 9) — жилой дом

## Транспорт
Улица проходит недалеко от Спортивной улицы, переходящей у кинотеатра «Заречье» в улицу Свердлова, по которым происходит оживлённое движение городского транспорта разных маршрутов.